# Xie Jun
Xie Jun (en chino: 谢军; Baoding, Hebei, 30 de octubre de 1970) es una ajedrecista china, dos veces campeona del mundo, de 1991 a 1996 y nuevamente de 1999 a 2001. Fue la segunda mujer en conquistar el título dos veces, la primera fue Elizavieta Bykova. Xie Jun es la actual presidente de la Asociación China de Ajedrez.

## Primeros años y carrera
Aunque nació en Baoding, Hebei en 1970 y se crio en Beijing, el hogar ancestral de Xie y sus padres es Liaoyuan, Jilin. A la edad de seis años, Xie comenzó a jugar al ajedrez chino, y a la edad de 10 se había convertido en la campeona de xiangqi de niñas de Beijing. A instancias de las autoridades gubernamentales, pronto comenzó a jugar ajedrez internacional. A pesar de las indiferentes oportunidades de entrenamiento, Xie se convirtió en la campeona de ajedrez de las niñas chinas en 1984. En 1988 empató en el segundo y cuarto lugar en el Campeonato Mundial Juvenil Femenino en Adelaide.
A la edad de 20 años, ganó el derecho a disputar el título mundial femenino, y en 1991 derrotó a Maya Chiburdanidze de Georgia, quien ostentaba el título desde 1978, por una puntuación de 8½ a 6½. En 1993 defendió con éxito su título contra Nana Ioseliani (ganando el partido 8½ – 2½). En el verano de 1994 recibió el título de Gran Maestro. Perdió el Campeonato Mundial Femenino de Ajedrez de 1996 ante Susan Polgar de Hungría (8½ – 4½) pero recuperó el título en 1999 al derrotar a otra finalista del campeonato, Alisa Galliamova (8½ – 6½), luego de que Polgar se negara a aceptar las condiciones del partido y perdiera su título. En 2000, la FIDE cambió el formato del campeonato mundial a un sistema de eliminación directa, y Xie volvió a ganar el título, superando a su compatriota Qin Kanying 2½ – 1½ en la final.
En Guangzhou, en abril de 2000, Xie jugó un partido con el excampeón mundial Anatoly Karpov. Considerado como un "concurso de ajedrez femenino contra masculino", el partido consistió en cuatro juegos con controles de tiempo normal y dos juegos rápidos. La parte de cuatro juegos fue ganada por Karpov 2½ – 1½ (1 victoria, 3 empates), y la parte de juego rápido también fue para Karpov, 1½ – ½ (1 victoria, 1 empate).
Heroína en China, Xie se hizo conocida por su optimismo y su estilo de ataque vívido. Su éxito hizo mucho para popularizar el ajedrez internacional en su país y el resto de Asia. Xie Jun demostró ser la primera de varias jugadoras chinas fuertes, las otras fueron Zhu Chen, Xu Yuhua y Wang Lei. También fue un factor importante en el equipo femenino chino que ganó la medalla de oro en la Olimpíada de Ajedrez de 1998 en Elista en Kalmykia, Rusia.
En julio de 2004, recibió los títulos de Árbitro Internacional y Entrenadora Senior de la FIDE. En abril de 2019 fue nombrada nueva presidenta de la Asociación China de Ajedrez.
Hacia fines de la década de 1990, Xie estaba estudiando para obtener un doctorado en psicología en la Universidad Normal de Beijing. En 2008, Xie Jun dirigió una agencia en la región de Beijing que se ocupaba del ajedrez y los talentos del Go. Está casada con su exentrenador Wu Shaobin.